# Rachel Woo
Rachel Woo (Massachusetts, 1970– ) amerikai nemzetközi női labdarúgó-játékvezető. Polgári foglalkozása biológus.

## Pályafutása
1980-tól rendszeres labdarúgó játékos. Ifjúsági labdarúgóként játszott a Lowell Youth Soccer Association's, a LYSA's és a Dragons nő csapatokban. Főiskolásan az NCAA Division I bajnokságban rúgta a labdát. Tanulmányai miatt hamarosan befejezte a labdarúgást. 1990-től két évig a keleti női Soccer League játékosa.
Játékvezetésből 1993-ban Massachusettsben vizsgázott. Kispályás férfi és női labdarúgó-bajnokságokban kezdte a szolgálatot. Az NASL Játékvezető Bizottságának (JB) minősítésével 1998-tól az Egyesült Labdarúgó Liga (USL), a Női Liga (WUSA), a Futball Egyesülete (WPS), a Liga Serie, majd a Nemzeti Női Labdarúgó Liga (NWSL) és a Major League Soccer (MLS) profi játékvezetője. Küldési gyakorlat szerint rendszeres 4. bírói szolgálatot is végzett.
Az Amerikai labdarúgó-szövetség JB terjesztette fel nemzetközi játékvezetőnek, a Nemzetközi Labdarúgó-szövetség (FIFA) 2001-től tartotta nyilván női bírói keretében. A felterjesztett négy amerikai bírónő egyike. A FIFA JB központi nyelvei közül az angolt beszéli. Több nemzetek közötti válogatott (Női labdarúgó-világbajnokság, Női CONCACAF-aranykupa), valamint klubmérkőzést vezetett, vagy működő társának 4. bíróként segített.
A 2003-as női labdarúgó-világbajnokságra a FIFA JB Sandra Hunt és Jennifer Bennett társaságában 4. (tartalék) bíróként delegálta.
A 2002-es női CONCACAF-aranykupa labdarúgó-tornán a CONCACAF JB hivatalnokként foglalkoztatta.
A női labdarúgás elősegítése érdekében tett munkájának (Massachusetts játékok, Speciális Olimpia, női játékvezetők mentora) elismeréseként megkapta a Heights Award from Boston College díját. 2004–2013 között az első női játékvezető aki felkerült a National Intercollegiate Soccer Officials Association (NIOSA) Hall of Fame hírességek falára.